# Zaliznyczni Birky
Zaliznyczni Birky (ukr. Залізничні Бірки) – wieś na Ukrainie, w obwodzie charkowskim, w rejonie czuhujewskim, w hromadzie Zmijiw. W 2001 liczyła 108 mieszkańców.